# GS美神 ドラマCD
『GS美神 ドラマCD』（ゴーストスイーパーみかみ ドラマシーディー）は、日本のラジオドラマ、『GS美神 極楽大作戦!!』を収録したドラマCDシリーズである。ラジオドラマ1作目「捕らわれのおキヌ」は「GS美神 極楽大作戦!!」の商品名で1994年8月24日に発売されている。
残りの3作は「GS美神 リポート」シリーズとして1995年4月21日から同年12月21日までにキングレコードより全3枚発売され、各枚の後半内容では「GS美神 極楽音楽大作戦!!」未収録サントラが収録された。
原作者による脚本原案を元に、野呂昌史がドラマ脚本担当。「GS美神 極楽大作戦!!」のジャケットイラストは、原作者・椎名高志の描き下ろし、「GS美神 リポート」シリーズは加々美高浩の描き下ろしである。(加々美高浩は、アニメ版作画監督の一人で、絶対可憐チルドレンアニメ版のメインキャラクターデザインと総作画監督を担当)

## GS美神 極楽大作戦!!
収録内容
1. GHOST SWEEPER [3:43]
歌：原田千栄
作詞：有森聡美、作曲：大森俊之、編曲：岩本正樹
  - テレビアニメ『GS美神』オープニングテーマ
2. 捕らわれのおキヌ Act.1 [10:01]
3. 捕らわれのおキヌ Act.2 [10:00]
4. BEATS the BAND [4:49]
歌：奥井雅美
作詞：Mamie.D.Lee、作曲：池永慎、編曲：Vink
  - 劇場版アニメ『GS美神 極楽大作戦!!』挿入歌
5. 捕らわれのおキヌ Act.3 [9:50]
6. 捕らわれのおキヌ Act.4 [10:01]
7. 背中から I LOVE YOU [4:58]
歌：キヌ（CV:國府田マリ子）
作詞：泉スフレ、作曲：小西真理、編曲：光宗信吉
8. 歴史からの挑戦 [3:47]
9. My Jolly Days [5:40]
歌：奥井雅美
作詞：木本慶子、作曲：大平勉、編曲：Vink
  - 劇場版アニメ『GS美神 極楽大作戦!!』エンディングテーマ

## Vol.1
収録内容
1. GHOST SWEEPER（TVsize） [1:35]
歌：原田千栄
作詞：有森聡美、作曲：大森俊之、編曲：岩本正樹
  - テレビアニメ『GS美神』オープニングテーマ
2. 追憶の訪問者*ドラマ [9:46]
3. 遠い記憶*ドラマ [4:14]
4. 夢の扉*ドラマ  [9:14]
5. 決着の時!*ドラマ [9:38]
6. SINGLE FAKE [2:22]
歌：松村香澄
作詞：有森聡美、作曲・編曲：五島翔
7. ブリッジ・コレクション [1:02]
8. 揺らめくシルエット [1:53]
9. 想い,つつましやかに [0:42]
10. 白いうなじと光る刃 [1:43]
11. ヨーロッパの魔王 [1:01]
12. 希望を胸に! [1:17]
13. 魂は眠る [1:46]
14. 歪む空間 [2:25]
15. 超一流GSの仕事 [3:57]

## Vol.2
収録内容
1. SINGLE FAKE [4:32]
歌：松村香澄
作詞：有森聡美、作曲・編曲：五島翔
2. ベースボールは突然に…*ドラマ [9:34]
3. パーフェクトゲーム*ドラマ [9:32]
4. 愛と特訓の日々*ドラマ  [9:41]
5. 頂上決戦*ドラマ [9:33]
6. BELIEVE ME（TVsize） [1:36]
歌：小坂由美子
作詞：有森聡美、作曲：西岡治彦、編曲：岩本正樹
  - テレビアニメ『GS美神』エンディングテーマ
7. 美形キャラたるもの [1:24]
8. 煩脳パワー敗北 [1:42]
9. 眠りの底,意識の底 [1:46]
10. 華麗なる儀式 [3:11]
11. 黒いプレッシャー [1:36]
12. 追撃の都市 [1:51]
13. RAVE with 神通扇 [2:15]
14. GHOST SWEEPER [4:07]
歌：原田千栄
作詞：有森聡美、作曲：大森俊之、編曲：岩本正樹
  - テレビアニメ『GS美神』オープニングテーマ
15. BELIEVE ME [4:32]
歌：小坂由美子
作詞：有森聡美、作曲：西岡治彦、編曲：岩本正樹
  - テレビアニメ『GS美神』エンディングテーマ

## Vol.3
収録内容
1. SINGLE FAKE [2:20]
歌：松村香澄
作詞：有森聡美、作曲・編曲：五島翔
2. 作戦開始*ドラマ [9:47]
3. 湾岸パニック*ドラマ [9:46]
4. 戦え!ボディコン女*ドラマ  [9:50]
5. 史上最低の作戦*ドラマ [10:30]
6. それぞれの夜 [2:05]
7. あこがれの生活 [1:43]
8. 素敵なマイペース [1:45]
9. 想像は自由です [1:28]
10. ブリッジ・コレクションII [1:02]
11. GS横島!? [1:35]
12. スリルは容赦なく [2:13]
13. 一件落着ということで [0:58]
14. まぶしい朝に深呼吸 [1:20]
15. おキヌの子守唄 [3:07]
歌：キヌ（CV:國府田マリ子）
民間伝承歌、作曲：佐橋俊彦、編曲：手塚理

## キャスト
- 美神令子：鶴ひろみ
- 横島忠夫：堀川亮
- おキヌ：國府田マリ子
- 小笠原エミ：富沢美智恵
- 六道冥子：西原久美子
- ドクター・カオス：千葉繁
- マリア ：山崎和佳奈
- 唐巣和宏：曽我部和恭
- ピエトロ・ド・ブラドー：森川智之
- 見鬼くん：青野武
- カマス：松尾銀三
- DJ ：林原めぐみ(友情出演)
- ビブロス：松尾銀三
- 魔ドーム：塩屋浩三
- サワムラ：掛川裕彦
- ツネナベ：松尾銀三
- 海坊主：山崎和佳奈
- 海親父：掛川裕彦
- 地球防衛隊隊長：塩屋浩三